# Explant
Dans le domaine du clonage et plus généralement des biotechnologies et de la production végétale, un « explant » est le matériel végétal de base qui servira à produire des clones végétaux à partir d'une « plante-mère » ou éventuellement secondairement des greffons.
Étymologiquement, le mot explant évoque un sens contraire à celui d'implant.

## Dans le domaine sylvicole
En sylviculture, l'explant de base est précisément défini par le droit belge (Code forestier) comme tout « fragment d’organe ou de tissu prélevé sur un arbre sélectionné et conservé in vitro en vue de multiplications végétatives ultérieures » pour le matériel de reproduction végétative ».
Toujours dans le domaine sylvicole, ils complètent la stratégie des vergers à graines pour répondre à une demande de certains industriels de la filière bois souhaitant disposer de plants ou de bois final dont les caractéristiques techniques et génétiques soient les plus standardisées, c'est-à-dire les plus homogènes, régulières et prédictibles possibles, dans un esprit d'amélioration des plantes visant l'augmentation de la valeur marchande du bois ou du produit final par standardisation de qualités telles que la rectitude des troncs, la couleur ou densité du bois, etc).

## Risques liés à l'utilisation d'explants
Les techniques utilisant des explants ont montré leur efficacité en termes de productivité, mais non sans risques associés :
- contribution à la réduction de la diversité génétique des forêts plantées, au détriment de leur résilience
- risques accrus d'épidémies de pathogènes, car la mise en culture de clones (population génétiquement homogène) favorise la diffusion de pathogènes adaptés à leur génome unique, d'autant que ce génome a généralement été sélectionné avec des critères esthétiques et de productivité plus que d'adaptation écosystémique. De nombreux clones (notamment de peupliers ou d'autres essences commercialement intéressantes) mis sur le marché se sont avérés après quelques années fortement attaqués ou tués par des épidémies de rouille, de feu bactérien ou par des attaques de défoliateurs contre lesquels ils étaient censés être résistants.
- risques d'exporter un pathogène caché avec l'explant (virus, bactérie, ou gène délétère qui ne s'exprimerait que tardivement ou en situation de stress particulier. Ce dernier risque existe aussi avec l'utilisation de graines ou de plants infectés, mais leur diversité génétique augmente les chances de résistances de certains pieds.

## Voir aussi

Explant de rétine de souris en culture.